# Quevilloncourt
Quevilloncourt é uma comuna francesa na região administrativa de Grande Leste, no departamento de Meurthe-et-Moselle. Estende-se por uma área de 2,92 km². Em 2010 a comuna tinha 99 habitantes (densidade: 33,9 hab./km²).